# Alexeï Charov
Alexeï Nikolaïevitch Charov (en russe : Алексей Николаевич Шаров) est un colonel russe né le 6 février 1980 au Bachkortostan (alors en RSFSR) et mort le 22 mars 2022 près de Marioupol en Ukraine.

## Biographie
En 2002, il est diplômé de l'Institut militaire d'Extrême-Orient, après quoi il est nommé commandant du peloton de reconnaissance d'un bataillon d'infanterie de marine rattaché à la base navale de Novorossiïsk (flotte russe de la mer Noire, au sein de la 810e brigade d'infanterie navale de la Garde).
À partir de 2003, il commande la compagnie d'assaut amphibie d'un bataillon d'infanterie de marine rattaché à la flotte de la mer Noire. De février 2008 à 2013, il est commandant adjoint du bataillon. En 2015, il est diplômé de l'Académie interarmes des forces armées russes, après quoi il est nommé commandant du bataillon de fusiliers motorisés chargé de la défense côtière, toujours auprès de la Flotte de la mer Noire.
Depuis 2018, il est commandant adjoint d'une brigade de défense côtière rattachée au 22e corps d'armée de la flotte de la mer Noire et, 10 mois plus tard, il est nommé chef d'état-major de son unité. Il participe à l'intervention en Syrie en 2015. À partir du 5 mai 2020, il est commandant de la division de fusiliers motorisés de la 58e armée dans le district militaire sud. À l'automne 2021, il dirige la 810e brigade d'infanterie navale.
En 2022, il participe à l'invasion de l’Ukraine sur l'un des fronts les plus intenses, avec notamment la bataille de Marioupol. Le 22 mars 2022, il est tué par un tireur d'élite de l'armée ukrainienne près de Marioupol.

## Récompenses militaires
- Ordre du Courage (23 mars 2022, à titre posthume)[5]
- Ordre du Mérite pour la Patrie (au 4e degré)
- 9 autres récompenses